# 新免一五坊

新免一五坊（しんめん いちごぼう、1879年（明治12年） - 1941年（昭和16年））は、日本の俳人・教員。本名は睦之助。後に藤木姓を名乗る。

## 略歴
1879年（明治12年）、岡山県吉野郡大野村（現・美作市）川上で父和太郎、母こまのの二男として代々庄屋や酒造家だった旧家に生まれ、睦之助と名付けられる。俳号の一五坊は睦のムツを6に掛け、一と五に分けたと推測される。1892年（明治25年）13歳で上京して神田中学院、翌26年国語伝習所、翌27年哲学館予科を経て明治28年小石川哲学館本科教育部に入学後18歳で卒業。1898年（明治31年）の夏、一五坊は根岸（東京都台東区根岸）の子規庵を訪れ正岡子規の門人となり、句会や歌会に参加する。一五坊と同じ哲学館出身の子規門人として真言宗僧の和田性海（不可徳）がいる。子規は旧来の月並俳句を批判して「俳句革新」を提唱し、1898年（明治31年）に陸羯南（くがかつなん）の新聞『日本』に歌論『歌よみに与ふる書』を発表し、和歌の革新を展開した。翌明治32年には根岸歌会が開かれ、伊藤左千夫・長塚節らが入門する。
一五坊は、明治32年・明治33年の正岡子規・伊藤左千夫の一五坊宛書簡の宛名に拠れば、東京日本橋数寄屋町（中央区日本橋）の長井医院に住む。根岸派の新進歌人として活躍し、明治32年10月の菊十句会では子規から幹事を任されている。明治33年1月7日の一月短歌会にも参加する。一五坊は幕末期の歌人・平賀元義の和歌が万葉調であることを、同郷の赤城格堂を通じて子規に伝える。このことは、子規の『墨汁一滴』において大きく取り上げられた。

### やまめの歌
一五坊は1901年（明治34年）に山梨県南都留郡明見村（富士吉田市明見）の永嶋医院に居住し、医学を学ぶ。この頃に父親を亡くしている。その後同郡谷村町（都留市谷村）へ移り、山梨において俳句会を指導する。山梨県は伊藤左千夫が長野県諏訪、静岡県沼津と並び活動の拠点とした地で、主に「馬酔木（あしび）」「アカネ」「アララギ」などの同人活動に加わった地元歌人が中心として活動を行った。一五坊は左千夫よりも入門が早く、また左千夫と面識のあった人物として山梨における活動を主導した。山梨転居後も子規との交流は続き、1902年（明治35年）には病床の子規にやまめ三匹を届けており、子規は『病牀六尺』で謝意を記している。子規は同年9月19日に死去する。
子規が死去する直前、山梨では「白雛会」を主催していた堀内柳南や一五坊、神奈桃村らが主導して甲府市で「山梨文学大会」を開催する。8月25日には昇仙峡の御嶽新道へ赴き、翌26日には甲府太田町望仙閣で批評会を行った。山梨文学大会の開催は俳誌『白雛』の刊行へ続くが、一五坊はその後山梨を離れ、明治38年8月に兵庫県佐用村藤木かたと結婚して藤木姓を名乗り、翌明治39年佐用郡の小学校教員となる。以後は1912年（明治45年）まで同郡の小学校教師を歴任し、1913年（大正2年）34歳で北海道美幌村の小学校校長として渡道後20年間を北海道で過ごす。1934年（昭和8年）55歳で郷里に帰り、1941年（昭和16年）兵庫県神戸市の甲南病院で没した。享年62。

## やまめの歌碑
山梨県富士吉田市深山の桂川支流宮川左岸の、富士山と杓子山のよく見える地（北緯35度30分08.27秒 東経138度49分18.02秒 / 北緯35.5022972度 東経138.8216722度）に昭和49年、富士吉田市の文人柏木白雨が用地取得などに奔走して建立された。碑面は子規の病牀六尺の「やまめ三尾は甲州の一五坊より」以下を土屋文明が揮毫した。碑裏は「子規と一五坊と桂川の記念のために　昭和四十九年八月五日建立　柏木白雨」。昭和50年7月に柏木白雨が交通事故に遭い昭和52年4月に他界したが、1979年（昭和54年）7月、一五坊の二女藤木敏子など100名以上が参列し「白雨を偲ぶーやまめ文学祭」として除幕式が行われた。土屋文明は「世の光の人に到れば甲斐の山女三かしらは永久の輝きとなる」と詠んでいる。

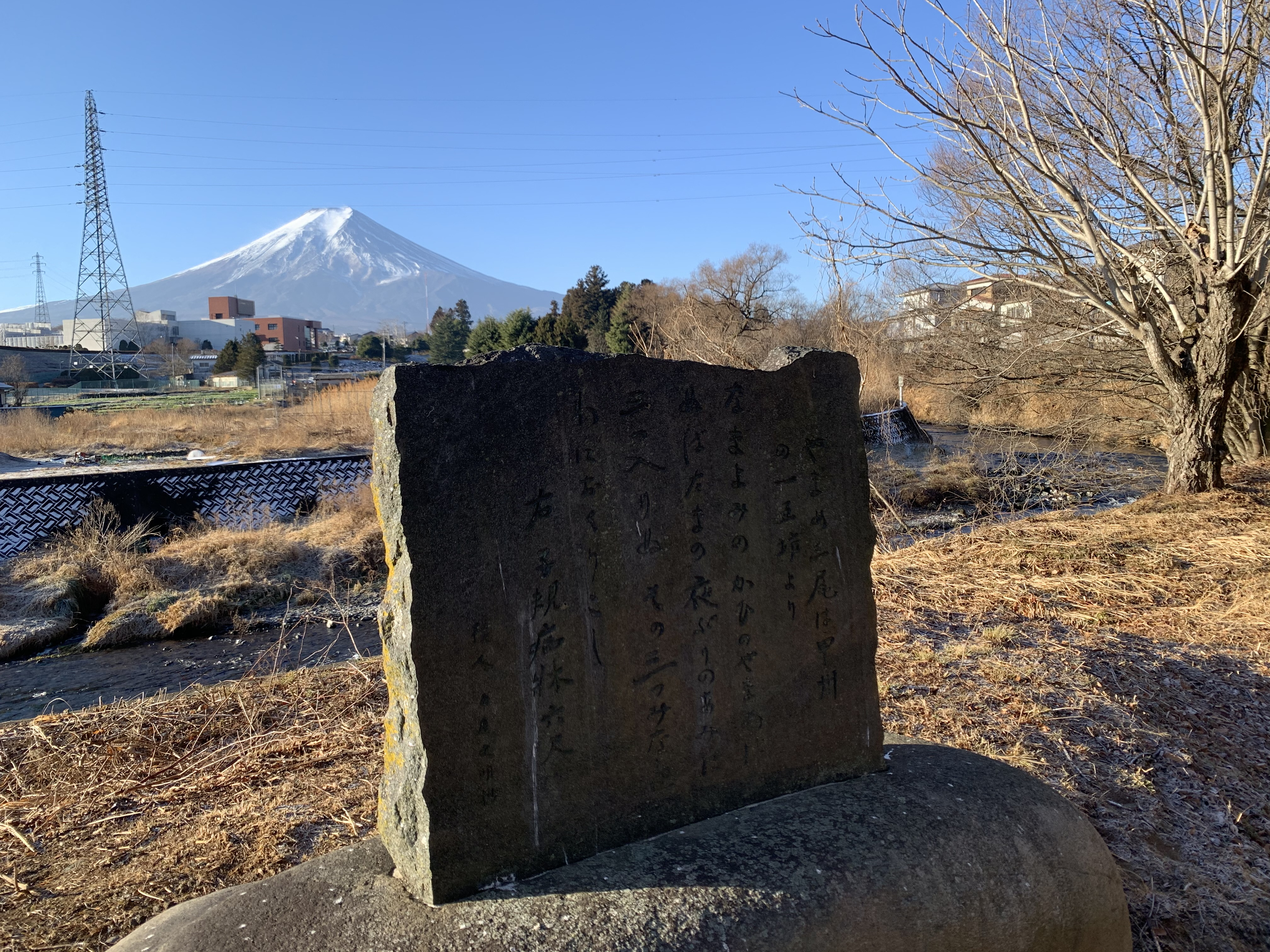
桂川支流宮川畔に佇むやまめの歌碑と富士山。
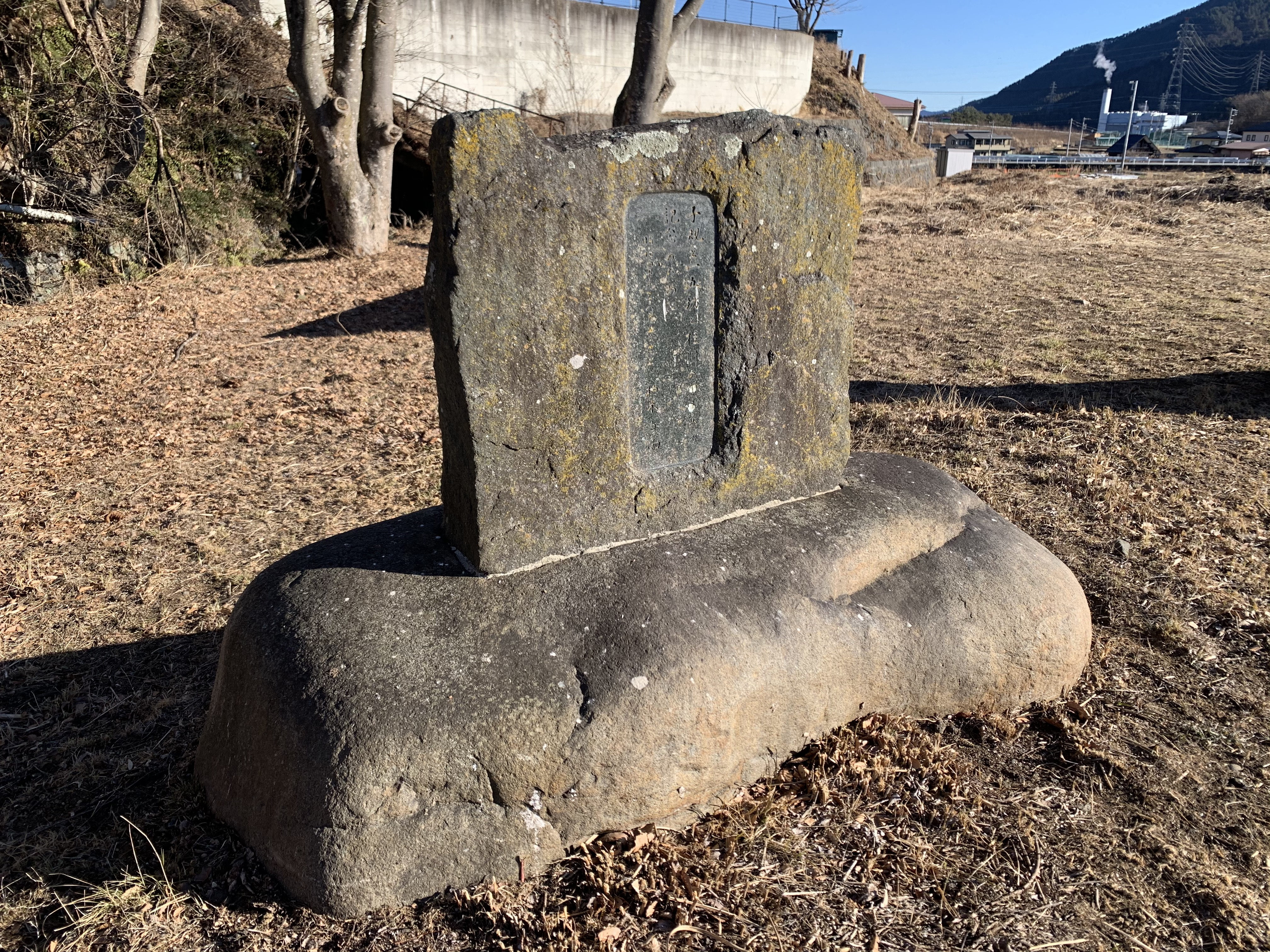
やまめの歌碑裏
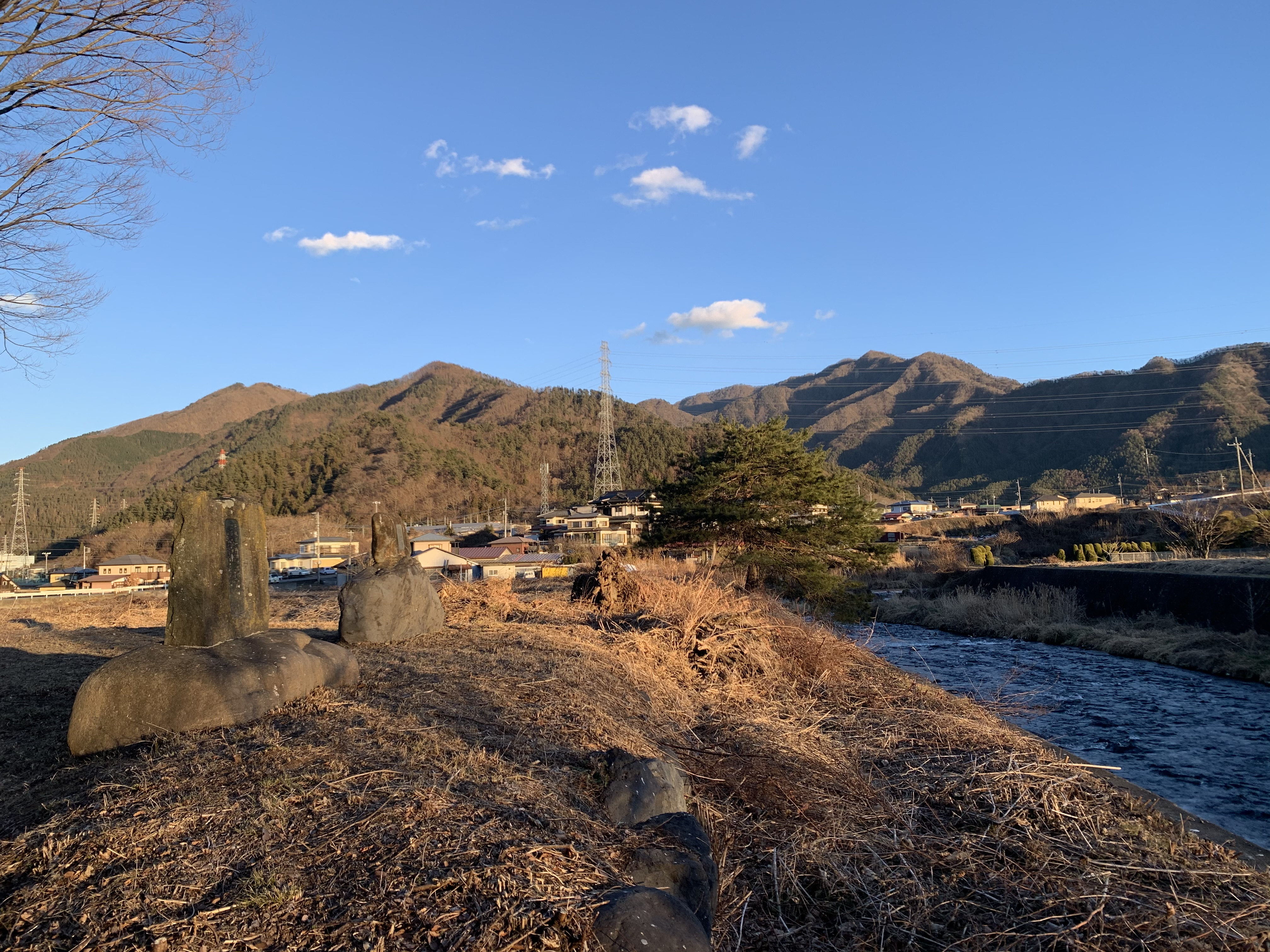
宮川左岸のやまめの歌碑（左）と富安風生句碑（右）。右奥に杓子山
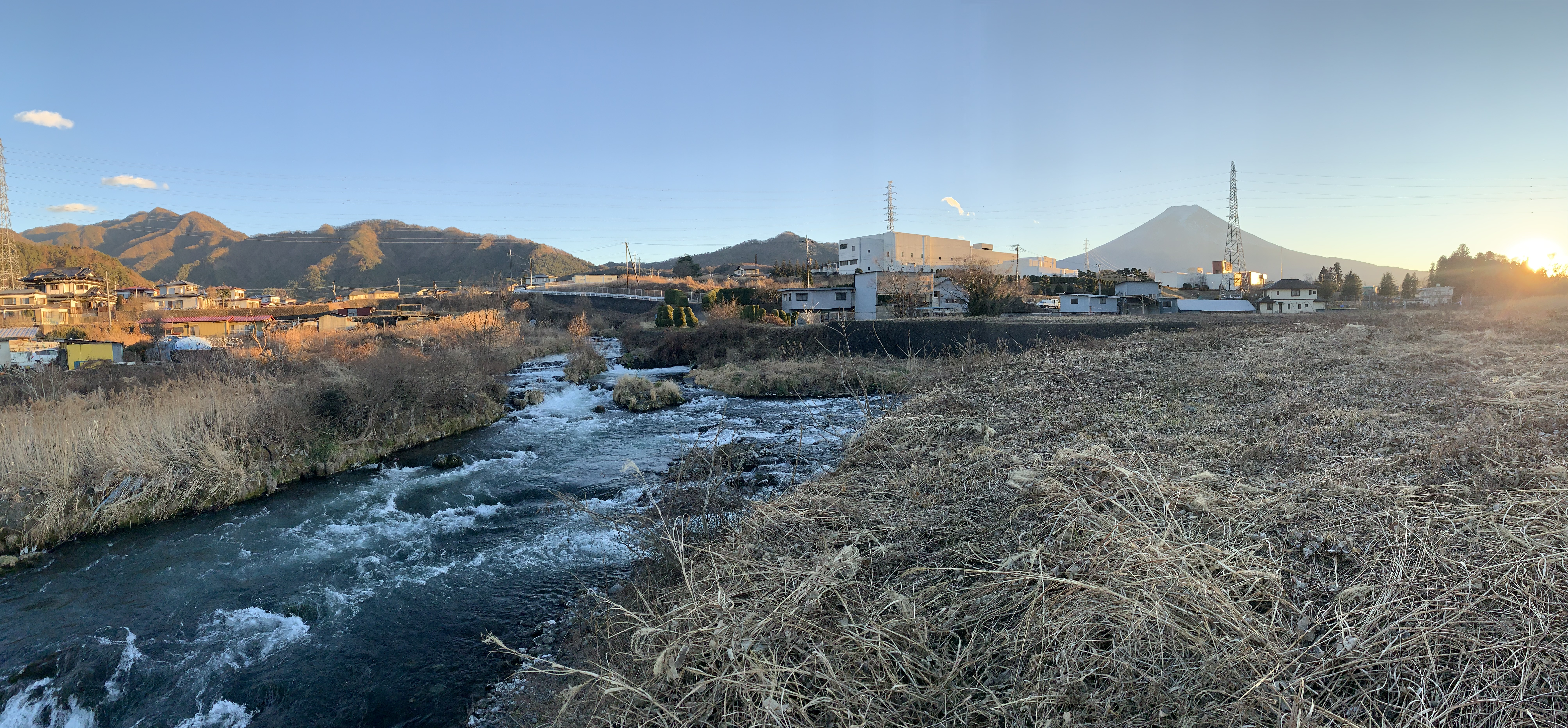
歌碑すぐ横の桂川と宮川の合流点。左に杓子山、正面に富士山がよく見える。